# Marcel Schmelzer
Marcel Schmelzer (ur. 22 stycznia 1988 w Magdeburgu) – niemiecki piłkarz, który występował na pozycji obrońcy. Całą swoją karierę spędził w niemieckim klubie Borussia Dortmund. 
Kilkunastokrotny reprezentant Niemiec. Uczestnik Mistrzostw Europy w 2012 roku.

## Kariera klubowa
Marcel Schmelzer to wychowanek Fortuny Magdeburg. W wieku 17 lat przeniósł się do Borussii Dortmund, występującej w Bundeslidze. W lidze zadebiutował 16 sierpnia 2008 roku w meczu z Bayerem 04 Leverkusen.

## Kariera reprezentacyjna
Schmelzer to zawodnik niemieckiej młodzieżówki. W 2009 roku brał udział w młodzieżowych mistrzostwach Europy, rozgrywanych w Szwecji. Wraz z kolegami został mistrzem Europy, po zwycięstwie 4-0 nad Anglią. 17 listopada 2010 zadebiutował w dorosłej reprezentacji w zremisowanym 0:0 towarzyskim spotkaniu ze Szwecją.

## Statystyki
| Sezon     | Klub              | Liga       | Mecze | Gole |
| --------- | ----------------- | ---------- | ----- | ---- |
| 2008/2009 | Borussia Dortmund | Bundesliga | 12    | 0    |
| 2009/2010 | Borussia Dortmund | Bundesliga | 28    | 0    |
| 2010/2011 | Borussia Dortmund | Bundesliga | 34    | 0    |
| 2011/2012 | Borussia Dortmund | Bundesliga | 28    | 1    |
| 2012/2013 | Borussia Dortmund | Bundesliga | 29    | 0    |

## Sukcesy

### Klubowe
Borussia Dortmund
- Finalista Ligi Mistrzów UEFA (1x): 2012/2013
- Mistrzostwo Niemiec (2x): 2010/2011, 2011/2012
- Puchar Niemiec (2x): 2011/2012, 2016/2017, 2020/21
- Finalista Pucharu Niemiec (3x): 2013/2014, 2014/2015, 2015/2016
- Superpuchar Niemiec (2x): 2013/2014, 2014/15, 2019/20
- Finalista Superpucharu Niemiec (3x): 2011, 2012, 2016

### Reprezentacyjne
- Mistrzostwo Europy U-21 (1x): 2009